# Melisa Sözen
Ayşe Melisa Sözen (n. 6 de junio de 1985, Estambul) es una actriz de cine y televisión turca.

## Filmografía
| Año  | Título                           | Papel                         | Notas                                |
| ---- | -------------------------------- | ----------------------------- | ------------------------------------ |
| 1997 | Baba Evi                         |                               | Serie de televisión                  |
| 2000 | Aşk Güzel Şeydir                 |                               | Serie de televisión                  |
| 2001 | Bana Şans Dile                   | Tuba                          | Película                             |
| 2001 | Nisan Yağmuru                    | Nilüfer                       | Serie de televisión                  |
| 2001 | Yeni Hayat                       | Özgür                         | Serie de televisión                  |
| 2002 | Asmalı Konak                     |                               | Aparición especial                   |
| 2002 | İçerideki                        | Zeynep                        | Cortometraje                         |
| 2003 | Büyümüş De Küçülmüş              | Şebnem                        | Serie de televisión                  |
| 2003 | Şıh Senem                        | Şıh kızı Sinem                | Serie de televisión                  |
| 2003 | Şarkılar Seni Söyler             | Fatoş                         | Serie de televisión                  |
| 2003 | Okul                             | Ceyda                         | Película                             |
| 2004 | Kayıp Aşklar                     | Nermin                        | Serie de televisión                  |
| 2004 | Çemberimde Gül Oya               | Feriha                        | Serie de televisión                  |
| 2004 | O Şimdi Mahkum                   | Aylin                         | Película                             |
| 2005 | Beşinci Boyut                    | İş Kadını Özlem Güler Ekergil | Serie de televisión                  |
| 2005 | Cenneti Beklerken                | Leyla                         | Película                             |
| 2005 | Deli Mavi / İşte Öyle Bir Şey    | Lara                          | Película para TV                     |
| 2005 | Çarpışma                         | Çantası çalınan kadın         | Cortometraje                         |
| 2006 | İade-i Ziyaret                   | Cansu                         | Película                             |
| 2006 | Eve Giden Yol 1914               | Safiye                        | Película                             |
| 2006 | Azap Yolu                        | Burcu                         | Serie de televisión                  |
| 2006 | Kabuslar Evi: Seni Beklerken     | Mukaddes-Ece                  | Serie de televisión                  |
| 2007 | Hakkını Helal Et                 | Gamze                         | Serie de televisión                  |
| 2007 | Bıçak Sırtı                      | Nisan Ertuğrul                | Serie de televisión                  |
| 2008 | Para=Dolar                       |                               | Película para TV                     |
| 2009 | Bir Bulut Olsam                  | Narin Bulut                   | Serie de televisión                  |
| 2009 | Casus Kızlar                     | Clover                        | Doblaje                              |
| 2010 | Av Mevsimi                       | Asiye                         | Película                             |
| 2010 | Güneydoğu'dan Öyküler Önce Vatan | Aylin Solmaz                  | Serie de televisión                  |
| 2010 | Kollama                          | Avukat Pınar Büyük            | Serie de televisión                  |
| 2011 | Reis                             | Ayşe                          | Serie de televisión                  |
| 2012 | Muhteşem Yüzyıl                  | Nora(Efsun)                   | Serie de televisión                  |
| 2012 | Pazarları Hiç Sevmem             | Deniz                         | Película                             |
| 2012 | Şubat                            | Yağmur & Sabah                | Serie de televisión                  |
| 2014 | Analı Oğullu                     | Ece                           | Serie de televisión                  |
| 2014 | Kış Uykusu (Sueño de invierno)   | Nihal                         | Película (Ganadora del Palma de Oro) |
| 2014 | Benimle Var Mısın                |                               | Película                             |
| 2015 | Bir Varmış Bir Yokmuş            | Nehir                         | Película                             |
| 2015 | Beş Kardeş                       | Fahriye                       | Serie de televisión                  |
| 2016 | Hayat Şarkısı                    | İpek                          | Serie de televisión                  |
| 2020 | Kırmızı Oda                      | Alya Ergüder                  | Serie de televisión                  |